# Рассеяние света

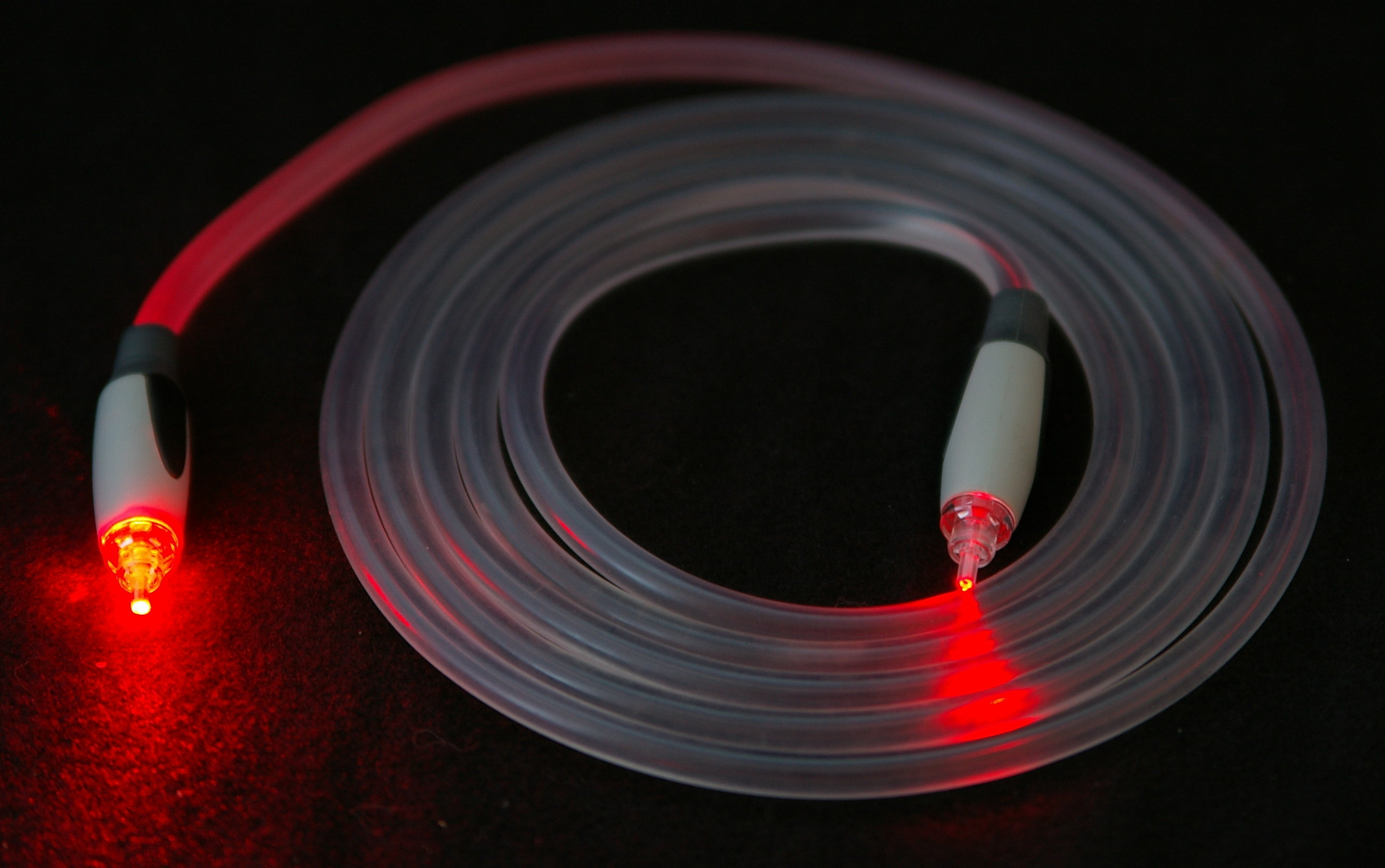
Рассеяние света в оптическом волокне

Рассе́яние све́та — рассеяние электромагнитных волн видимого диапазона при их взаимодействии с веществом. При этом происходит изменение пространственного распределения, частоты, поляризации оптического излучения, хотя часто под рассеянием понимается только преобразование углового распределения светового потока.
Пусть {\displaystyle \omega } и {\displaystyle \omega ^{\prime }} — частоты падающего и рассеянного света соответственно. Тогда
- Если {\displaystyle \omega =\omega ^{\prime }} — упругое рассеяние
- Если {\displaystyle \omega \neq \omega ^{\prime }} — неупругое рассеяние

- {\displaystyle \omega >\omega ^{\prime }} — стоксово рассеяние
- {\displaystyle \omega <\omega ^{\prime }} — антистоксово рассеяние

Рассеиваемый свет даёт информацию о структуре и динамике материала.
Виды рассеяния, свойственные для света:
- Рассеяние Рэлея — упругое рассеяние на малых частицах, размером много меньше длины волны.
- Рассеяние Ми — упругое рассеяние на крупных частицах.
- Томсоновское рассеяние — упругое рассеяние на заряженных частицах.
- Комптоновское рассеяние — упругое рассеяние высокоэнергетических (рентгеновских и гамма) фотонов на заряженных частицах.
- Рассеяние Мандельштама — Бриллюэна — неупругое рассеяние на колебаниях решётки.
- Комбинационное (рамановское) рассеяние — неупругое рассеяние на атомных колебаниях в молекуле.
- Рассеяние Тиндаля — упругое рассеяние света неоднородными средами.